# Крецешть (Ілфов)
Крецешть, Крецешті (рум. Crețești) — село у повіті Ілфов в Румунії. Входить до складу комуни Відра.
Село розташоване на відстані 18 км на південь від Бухареста.

## Населення
За даними перепису населення 2002 року у селі проживали 2567 осіб. Усі жителі села рідною мовою назвали румунську.
Національний склад населення села:
| Національність | Кількість осіб | Відсоток |
| -------------- | -------------- | -------- |
| румуни         | 2554           | 99,5%    |
| цигани         | 12             | 0,5%     |